# Merciless Records
Merciless Records est un label discographique allemand de death metal et thrash metal, basé à Arnstein, en Basse-Franconie.

## Histoire
Volker Schwechheimer fonde une société de vente par correspondance en 1989, car les albums qu'il souhaite ne sont pas disponibles dans les magasins, ou seulement à des prix élevés, dans les magasins ou les commandes par correspondance établies à l'époque. Afin d'obtenir des publications moins chères, il écrit aux groupes et labels concernés et en prend plusieurs exemplaires avec une remise sur volume, qu'il revend ensuite à des amis et lors de concerts. Il étend ses activités pour devenir un label indépendant afin de pouvoir commercer avec d'autres maisons de disques. Le nom du label reprend le nom du groupe Merciless. Musicalement, le label se concentre d'abord sur la deuxième vague du black metal au début des années 1990, l'amitié avec le groupe Ungod est alors utile. De cette façon, des contacts avec Märtyrer et Desaster sont établis, les albums de ces trois groupes sont également les premières sorties du label. Le projet de monter Merciless Records à grande échelle est abandonné par Schwechheimer au milieu des années 1990 en raison de la charge croissante. Au lieu de cela, les activités du label sont complètement suspendues quelques années plus tard.
Mi-2011, Merciless Records ne sort que 24 albums (EP, singles et presses sous licence exclus) en 18 ans d'existence. Avec la reprise des activités du label, la palette stylistique des groupes édités s'élargit. En plus du death metal traditionnel, du thrash et du black metal, certaines sorties s'apparentent au doom metal et à des musiques plus expérimentales.
Merciless Records reprend la production et la distribution des sorties du label Breath of Night Records à la fin des années 1990. Son fondateur Andrew Jay « Akhenaten » Harris, qui était principalement actif en tant que musicien avec le groupe de black metal Judas Iscariot, ne se considère que comme le découvreur de groupes intéressants et le médiateur entre eux et Merciless Records. Le label sort des albums d'autres groupes sous licence d'autres labels, notamment Deceased (de), Deranged, Impaled, Limbonic Art, Rotten Sound, Serpent Obscene (de), Usurper (de) et Witchery.

## Discographie
- 1993 : Ungod - Circle of the Seven Infernal Pacts (album)[2]
- 1996 : Desaster - A Touch of Medieval Darkness
- 1997 : Desaster - Hellfire’s Dominion[2]
- 1998 : Deströyer 666 - Satanic Speed Metal (EP)
- 1998 : Mortem - The Devil Speaks in Tongues
- 1998 : Sadistic Intent / Ungod - Eternal Darkness/Phallus Cult (split-single)
- 1999 : Desaster - Ten Years of Total Desaster (compilation)
- 2002 : NunSlaughter / Cianide - Nunslaughter / Cianide (Split-EP)
- 2003 : Imperious Malevolence / Defeated Sanity - Live in Germany (live-split-EP)
- 2003 : Scepter - Fucking Metal Motherfuckers
- 2008 : Seamount - ntodrm

### Breath of Night Records
- 1996 : Judas Iscariot - Arise, My Lord … (EP)
- 1996 : Melechesh - As Jerusalem Burns … Al’Intisar
- 2004 : Evocation - Evocation (compilation)